# Parafia Świętych Apostołów Jana i Pawła w Warszawie
Parafia Świętych Apostołów Jana i Pawła w Warszawie – parafia rzymskokatolicka należąca do dekanatu grochowskiego, diecezji warszawsko-praskiej, metropolii warszawskiej Kościoła katolickiego, w Warszawie. Obsługiwana przez księży diecezjalnych.

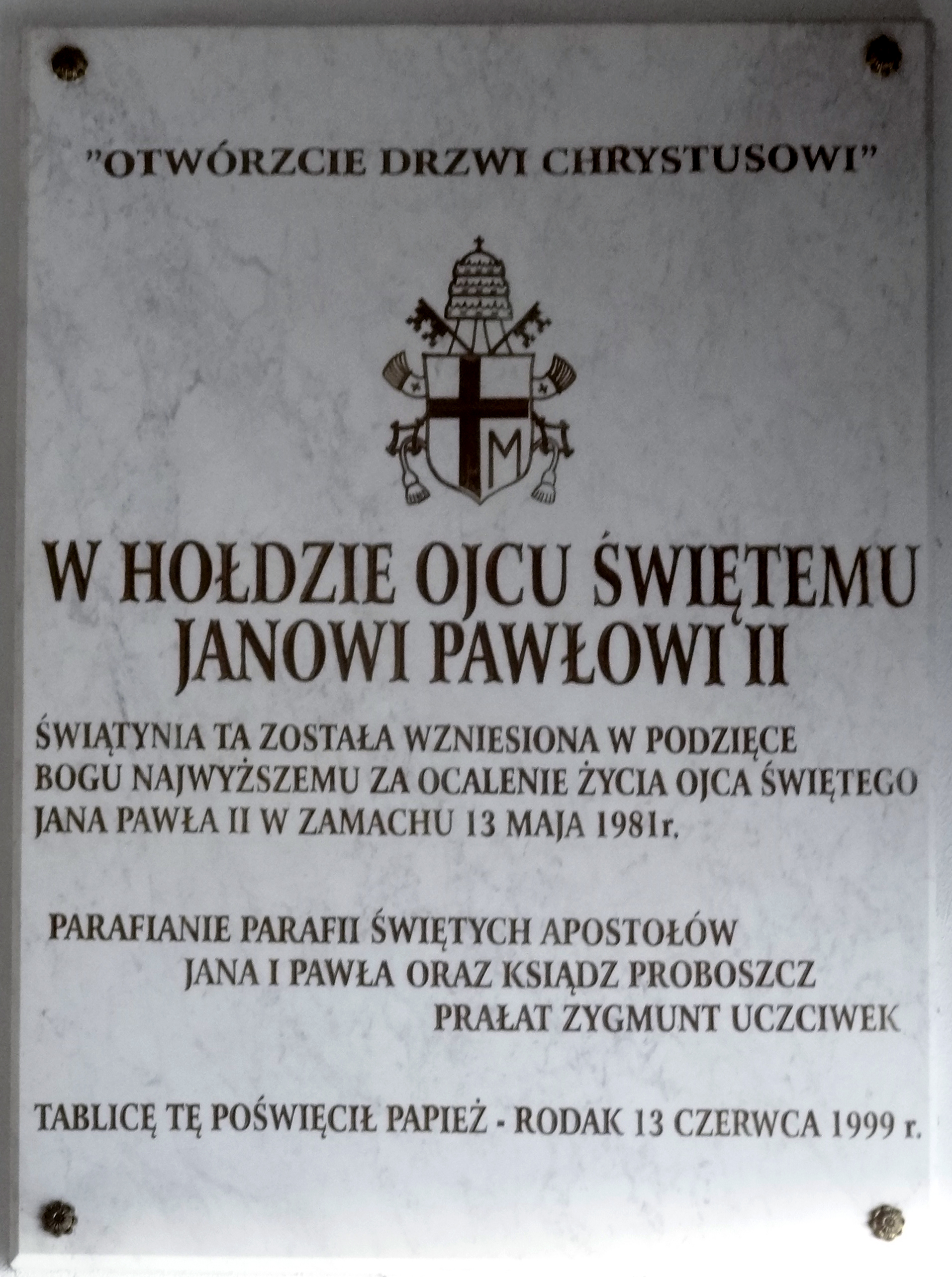
Tablica upamiętniająca okoliśczność wzniesienia kościoła, fot. Ivonna Nowicka

Parafia została erygowana 1 lipca 1985. 
Obecny kościół parafialny zbudowany w latach 90. XX wieku.